# Bobby Green (lutador)
King Green (San Bernardino, 9 de setembro de 1986) é um lutador norte-americano de artes marciais mistas, atualmente compete no Peso Leve do Ultimate Fighting Championship. Profissional desde 2008, Green fez seu nome na Costa Leste. Ele foi o Campeão Peso Leve do King of the Cage. Green fez uma aparição na MTV/MTV2 no reality show Bully Beatdown.

## Carreira no MMA

### Começo da carreira
Green fez sua profissional no MMA em Janeiro de 2008. Ele acumulou o rapidamente o recorde de 8-1 lutando em eventos na Califórnia e no México.
Green chamou a atenção do Affliction Entertainment e lutou no segundo (e final) card, o Day of Reckoning. Ele perdeu para Dan Lauzon por finalização no primeiro round. Green foi deduzido com dois pontos no primeiro round, na luta que foi dada como uma das mais violentas pelo Sherdog.
Com a derrota, Green começou um caminho de sucesso pela promoção do King of the Cage. Em 25 de Fevereiro de 2010, Green derrotou Rick Legere por nocaute técnico no primeiro round para se tornar Campeão Meio Médio Junior do King of the Cage no KOTC Arrival. Ele eventualmente defendeu o título contra Tim Means. Em 21 de Abril Green derrotou Dom O'Grady por decisão unânime para vencer o Título Peso Leve do King of the Cage.

### Strikeforce
Em 14 de Julho de 2011, foi anunciado que Green assinou um contrato de quatro lutas com o Strikeforce. Foi anunciado originalmente que Green faria sua estréia contra Milton Vieira no Strikeforce Challengers: Gurgel vs. Duarte. Porém, em 19 de Julho, foi anunciado que ele substituiria Lyle Beerbohm contra Gesias Cavalcante no Strikeforce: Fedor vs. Henderson. A luta foi muito lá e cá, mas Green perdeu a luta por decisão dividida.
Sua próxima luta foi contra Charon Spain no Strikeforce Challengers: Larkin vs. Rossborough. Green venceu a luta por finalização no segundo round.
Green era esperado para enfrentar Isaac Vallie-Flagg no Strikeforce Challengers: Britt vs. Sayers. Porém, Vallie-Flagg foi forçado à se retirar da luta com uma lesão e foi substituído por J.P. Reese. Ele venceu por finalização no terceiro round.
Em 19 de Maio de 2012, Green enfrentou James Terry no Strikeforce: Barnett vs. Cormier onde venceu por decisão dividida.
Green em seguida enfrentou Matt Ricehouse em 18 de Agosto de 2012 no Strikeforce: Rousey vs. Kaufman e venceu por decisão unânime.

### Ultimate Fighting Championship
Green enfrentou Jacob Volkmann em 2 de Fevereiro de 2013 no UFC 156. Após uma luta lá e cá nos primeiros dois rounds, Green mostrou um ótimo chão, anulando as tentativas de Volkmann e após um ground and pound, forçando Volkmann a ceder as costas Green finalizou com um mata-leão no terceiro round. Sua performance lhe rendeu o prêmio de Finalização da Noite.
Green era esperado para enfrentar Danny Castillo em 27 de Julho de 2013 no UFC on Fox: Johnson vs. Moraga, porém uma lesão o tirou do evento.
Greeen derrotou James Krause em 6 de Novembro de 2013 no UFC: Fight for the Troops 3, mas de forma polêmica, após ter acertado dois chutes na região genital de Krause e perder um ponto, Green acertou mais um chute um pouco acima, o árbitro Big John McCarthy entendeu que o chute havia sido ilegal e interrompeu a luta, depois de rever o ocorrido, McCarthy viu que foi um chute legal e deu a vitória para Green por nocaute técnico.
Green substituiu Jamie Varner e enfrentar Pat Healy em 14 de Dezembro de 2013 no UFC on Fox: Johnson vs. Benavidez II. Green controlou Healy na distância e com uma movimentação inteligente em pé pelos três rounds e venceu a luta por Decisão Unânime .
Green era esperado para enfrentar Abel Trujillo em 1 de Fevereiro de 2014 no UFC 169. Porém, uma lesão o tirou do evento, sendo substituído por Jamie Varner.
Green era esperado para enfrentar Jim Miller em 26 de Abril de 2014 no UFC 172. Porém, uma lesão o tirou do combate, sendo assim substituído por Yancy Medeiros.
Green era esperado para enfrentar Abel Trujillo em 2 de Agosto de 2014 no UFC 176. No entanto, devido a uma lesão de José Aldo que faria o evento principal, o evento foi cancelado e a luta entre Green e Trujillo movida para o UFC Fight Night: Bader vs. St. Preux em 16 de Agosto. No entanto, devido a lesão de Michael Johnson, Green foi movido para a luta contra Josh Thomson em 26 de Julho de 2014 no UFC on Fox: Lawler vs. Brown. Seu substituto foi o inglês Ross Pearson. Green derrotou Thomson por decisão dividida.
Green enfrentaria Jorge Masvidal em 27 de Setembro de 2014 no UFC 178, porém, ele foi movido para uma luta contra Donald Cerrone. No entanto, a promoção tirou Green da luta para colocar Eddie Alvarez em seu lugar.
Ele enfrentou a promessa brasileira Edson Barboza em 22 de Novembro de 2014 no UFC Fight Night: Edgar vs. Swanson e foi derrotado por decisão unânime, dando fim assim a sua enorme sequência de vitórias.
Green era esperado para enfrentar Al Iaquinta em 15 de Julho de 2015 no UFC Fight Night: Mir vs. Duffee. No entanto, uma lesão tirou Green do evento e ele foi substituído por Gilbert Melendez.
Voltou aos octógonos em 4 de junho de 2016 para enfrentar o americano Dustin Poirier e ser nocauteado no 1º round. Em 2017 perdeu novamente, desta vez para o russo Rashid Magomedov. Em seguida, no mesmo ano, teve seu primeiro empate na carreira, contra o americano Lando Vannata. Bateu Erik Kock em 2018, mas perdeu para Drakkar Klose no mesmo ano. Mais de um ano depois enfrentou o brasileiro Francisco Trinaldo e perdeu por decisão unânime. Mas 2020 guardava uma boa sequência. Venceu Clay Guida, Lando Vannata (num desempate) e o brasileiro Alan Patrick. Contudo, quando chegou em sua quarta luta em quatro meses, perdeu para o brasileiro Thiago Moisés.

## Cartel no MMA
| Cartel no MMA   |             |             |
| 42 lutas        | 29 vitórias | 12 derrotas |
| Por nocaute     | 9           | 2           |
| Por finalização | 9           | 2           |
| Por decisão     | 11          | 8           |
| Empates         | 1           | 1           |

| Res.    | Cartel      | Oponente            | Método                                   | Evento                                          | Data       | Round | Tempo | Local                        | Notas                                                                      |
| ------- | ----------- | ------------------- | ---------------------------------------- | ----------------------------------------------- | ---------- | ----- | ----- | ---------------------------- | -------------------------------------------------------------------------- |
| Vitória | 31-14-1 (1) | Grant Dawson        | Nocaute (socos)                          | UFC Fight Night: Dawson vs. Green               | 07/10/2023 | 1     | 0:33  | Las Vegas, Nevada            | Performance da Noite.                                                      |
| Vitória | 30-14-1 (1) | Tony Ferguson       | Finalização Técnica (triângulo de braço) | UFC 291: Poirier vs. Gaethje 2                  | 29/07/2023 | 3     | 4:54  | Salt Lake City, Utah         | Performance da Noite.                                                      |
| NC      | 29-14-1 (1) | Jared Gordon        | Sem Resultado                            | UFC Fight Night: Pavlovich vs. Blaydes          | 22/04/2023 | 1     | 4:35  | Las Vegas, Nevada            | A luta ficou sem resultado após uma cabeçada acidental entre os lutadores. |
| Derrota | 29-14-1     | Drew Dober          | Nocaute (soco)                           | UFC Fight Night: Cannonier vs. Strickland       | 17/12/2022 | 2     | 2:45  | Las Vegas, Nevada            | Luta da Noite.                                                             |
| Derrota | 29-13-1     | Islam Makhachev     | Nocaute Técnico (socos)                  | UFC Fight Night: Makhachev vs. Green            | 26/02/2022 | 1     | 3:23  | Las Vegas, Nevada            | Luta em Peso Casado (72 kg).                                               |
| Vitória | 29-12-1     | Nasrat Haqparast    | Decisão (unânime)                        | UFC 271: Adesanya vs. Whittaker 2               | 12/02/2022 | 3     | 5:00  | Houston, Texas               |                                                                            |
| Vitória | 28-12-1     | Al Iaquinta         | Nocaute Técnico (socos)                  | UFC 268: Usman vs. Covington 2                  | 06/11/2021 | 1     | 2:25  | Nova Iorque, Nova Iorque     | Performance da Noite.                                                      |
| Derrota | 27-12-1     | Rafael Fiziev       | Decisão (unânime)                        | UFC 265: Lewis vs. Gane                         | 07/08/2021 | 3     | 5:00  | Houston, Texas               | Luta da Noite.                                                             |
| Derrota | 27-11-1     | Thiago Moisés       | Decisão (unânime)                        | UFC Fight Night: Hall vs. Silva                 | 31/10/2020 | 3     | 5:00  | Las Vegas, Nevada            |                                                                            |
| Vitória | 27-10-1     | Alan Patrick        | Decisão (unânime)                        | UFC Fight Night: Waterson vs. Hill              | 12/09/2020 | 3     | 5:00  | Las Vegas, Nevada            |                                                                            |
| Vitória | 26-10-1     | Lando Vannata       | Decisão (unânime)                        | UFC Fight Night: Brunson vs. Shahbazyan         | 01/08/2020 | 3     | 5:00  | Las Vegas, Nevada            | Luta da Noite.                                                             |
| Vitória | 25-10-1     | Clay Guida          | Decisão (unânime)                        | UFC on ESPN: Blaydes vs. Volkov                 | 20/06/2020 | 3     | 5:00  | Las Vegas, Nevada            |                                                                            |
| Derrota | 24-10-1     | Francisco Trinaldo  | Decisão (unânime)                        | UFC Fight Night: Błachowicz vs. Jacaré          | 16/11/2019 | 3     | 5:00  | São Paulo                    |                                                                            |
| Derrota | 24-9-1      | Drakkar Klose       | Decisão (unânime)                        | UFC on Fox: Lee vs. Iaquinta II                 | 15/12/2018 | 3     | 5:00  | Milwaukee, Wisconsin         |                                                                            |
| Vitória | 24-8-1      | Erik Koch           | Decisão (unânime)                        | UFC on Fox: Jacaré vs. Brunson II               | 27/01/2018 | 3     | 5:00  | Charlotte, Carolina do Norte |                                                                            |
| Empate  | 23-8-1      | Lando Vannata       | Empate (dividido)                        | UFC 216: Ferguson vs. Lee                       | 07/10/2017 | 3     | 5:00  | Las Vegas, Nevada            | Luta da Noite.                                                             |
| Derrota | 23-8        | Rashid Magomedov    | Decisão (dividida)                       | UFC on Fox: Johnson vs. Reis                    | 15/04/2017 | 3     | 5:00  | Kansas City, Missouri        |                                                                            |
| Derrota | 23-7        | Dustin Poirier      | Nocaute (socos)                          | UFC 199: Rockhold vs. Weidman II                | 04/06/2016 | 1     | 2:53  | Inglewood, California        |                                                                            |
| Derrota | 23-6        | Edson Barboza       | Decisão (unânime)                        | UFC Fight Night: Edgar vs. Swanson              | 22/11/2014 | 3     | 5:00  | Austin, Texas                |                                                                            |
| Vitória | 23-5        | Josh Thomson        | Decisão (dividida)                       | UFC on Fox: Lawler vs. Brown                    | 26/07/2014 | 3     | 5:00  | San Jose, California         |                                                                            |
| Vitória | 22-5        | Pat Healy           | Decisão (unânime)                        | UFC on Fox: Johnson vs. Benavidez II            | 14/12/2013 | 3     | 5:00  | Sacramento, California       |                                                                            |
| Vitória | 21-5        | James Krause        | Nocaute Técnico (chute no corpo)         | UFC: Fight for the Troops 3                     | 06/11/2013 | 1     | 3:50  | Fort Campbell, Kentucky      |                                                                            |
| Vitória | 20-5        | Jacob Volkmann      | Finalização (mata leão)                  | UFC 156: Aldo vs. Edgar                         | 02/02/2013 | 3     | 4:25  | Las Vegas, Nevada            | Estreia no UFC; Finalização da Noite.                                      |
| Vitória | 19-5        | Matt Ricehouse      | Decisão (unânime)                        | Strikeforce: Rousey vs. Kaufman                 | 18/08/2012 | 3     | 5:00  | San Diego, California        |                                                                            |
| Vitória | 18-5        | James Terry         | Decisão (dividida)                       | Strikeforce: Barnett vs. Cormier                | 19/05/2012 | 3     | 5:00  | San Jose, California         |                                                                            |
| Vitória | 17-5        | J.P. Reese          | Finalização (mata leão)                  | Strikeforce Challengers: Britt vs. Sayers       | 18/11/2011 | 3     | 2:25  | Las Vegas, Nevada            |                                                                            |
| Vitória | 16-5        | Charon Spain        | Finalização (triângulo de braço)         | Strikeforce Challengers: Larkin vs. Rossborough | 23/09/2011 | 2     | 2:54  | Las Vegas, Nevada            |                                                                            |
| Derrota | 15-5        | Gesias Cavalcante   | Decisão (dividida)                       | Strikeforce: Fedor vs. Henderson                | 30/07/2011 | 3     | 5:00  | Chicago, Illinois            |                                                                            |
| Vitória | 15-4        | Dom O'Grady         | Decisão (unânime)                        | KOTC: Moral Victory                             | 21/04/2011 | 5     | 5:00  | Highland, Califórnia         | Ganhou o Título Peso Leve do KOTC.                                         |
| Derrota | 14-4        | Tim Means           | Nocaute Técnico (desistência)            | KOTC: Inferno                                   | 07/10/2010 | 2     | 5:00  | Highland, Califórnia         | Perdeu o Título Peso Meio-Médio Junior do KOTC                             |
| Vitória | 14-3        | Daron Cruickshank   | Finalização (guilhotina)                 | KOTC: Imminent Danger                           | 13/08/2010 | 2     | 2:39  | Mescalero, Novo México       | Defendeu o Título Peso Meio-Médio Júnior do KOTC                           |
| Vitória | 13-3        | Ricky Legere Jr.    | Nocaute Técnico (socos)                  | KOTC: Arrival                                   | 25/02/2010 | 1     | 4:27  | Highland, Califórnia         | Ganhou o Cinturão dos Meio Médios Júnior do KOTC                           |
| Vitória | 12-3        | Charles Bennett     | Nocaute (socos)                          | KOTC: Fight 4 Hope                              | 17/12/2009 | 1     | 2:17  | Highland, Califórnia         |                                                                            |
| Derrota | 11-3        | David Mitchell      | Finalização (chave de dedo)              | TPF 2: Brawl in the Hall                        | 03/12/2009 | 1     | 0:54  | Lemoore, Califórnia          | Luta nos Meio-Médios                                                       |
| Vitória | 11-2        | Sevak Magakian      | Nocaute Técnico (socos)                  | Respect in the Cage 2                           | 20/11/2009 | 1     | 2:24  | Pomona, Califórnia           |                                                                            |
| Vitória | 10-2        | Jeff Torch          | Finalização (socos)                      | KOTC: Jolted                                    | 03/10/2009 | 1     | 1:29  | Laughlin, Nevada             |                                                                            |
| Vitória | 9-2         | John Ulloa          | Finalização (chave de braço)             | KOTC: Immortal                                  | 27/02/2009 | 1     | N/A   | San Bernardino, Califórnia   |                                                                            |
| Derrota | 8-2         | Dan Lauzon          | Finalização (mata leão)                  | Affliction: Day of Reckoning                    | 24/01/2009 | 1     | 4:55  | Anaheim, Califórnia          |                                                                            |
| Vitória | 8-1         | Toby Grear          | Nocaute Técnico                          | TFA 11: Pounding at the Pyramid                 | 12/07/2008 | 2     | 3:25  | Long Beach, Califórnia       |                                                                            |
| Vitória | 7-1         | Rafael Salomao      | Nocaute Técnico                          | Warriors Fighting Championship                  | 28/06/2008 | 1     | 4:10  | Cidade do México             |                                                                            |
| Vitória | 6-1         | Israel Giron        | Nocaute                                  | Warriors Fighting Championship                  | 28/06/2008 | 1     | 2:47  | Cidade do México             |                                                                            |
| Vitória | 5-1         | Santiago Manzanares | Decisão (dividida)                       | Warriors Fighting Championship                  | 28/06/2008 | 3     | 3:00  | Cidade do México             |                                                                            |
| Vitória | 4-1         | Raymond Ayala       | Finalização (estrangulamento)            | Total Fighting Alliance 10                      | 22/03/2008 | 2     | 1:59  | Santa Monica, Califórnia     |                                                                            |
| Vitória | 3-1         | Herman Terrado      | Finalização (guilhotina)                 | COF 11: No Mercy                                | 08/03/2008 | 3     | 1:28  | Tijuana                      |                                                                            |
| Derrota | 2-1         | Josh Gaskins        | Decisão (unânime)                        | Valor Fighting: Fight Night                     | 07/03/2008 | 3     | 3:00  | Tustin, Califórnia           |                                                                            |
| Vitória | 2-0         | Henry Briones       | Finalização (guilhotina)                 | UCM 5 - Deadly Zone                             | 23/02/2008 | 1     | 0:48  | Tijuana                      |                                                                            |
| Vitória | 1-0         | Neal Abrams         | Nocaute Técnico                          | Total Fighting Alliance 9                       | 19/01/2008 | 3     | 1:12  | Santa Monica, Califórnia     |                                                                            |